# Ruhlin in His Training Quarters
Pour plus de détails, voir Fiche technique et Distribution.
Ruhlin in His Training Quarters est un film muet américain en noir et blanc sorti en 1901.

## Fiche technique
- Société de production : Edison Manufacturing Company

## Distribution
- Gus Ruhlin : lui-même